# Gedragscode voor het verpakken van transporteenheden
De Gedragscode voor het verpakken van transporteenheden (Code of Practice for Packing of Cargo Transport Units, CTU-code) is een internationale standaard op het gebied van het stuwen van laadeenheden. Het is samengesteld door de IMO, de ILO en de UNECE. De UNECE nam de code aan tijdens zijn 76e sessie, de ILO tijdens zijn 322e sessie en de IMO tijdens de 93e sessie van de Maritieme Veiligheidscommissie.
De code is een herziening van de 1997 CTU-code en legt explicieter de verantwoordelijkheid van een goede stuwage bij de verscheper.